# La Nouaille
La Nouaille é uma comuna francesa na região administrativa da Nova Aquitânia, no departamento de Creuse. Estende-se por uma área de 48,12 km². Em 2010 a comuna tinha 247 habitantes (densidade: 5,1 hab./km²).